# 栃木県道55号西那須野那須線
栃木県道55号西那須野那須線（とちぎけんどう55ごう にしなすのなすせん）は、栃木県那須塩原市から那須郡那須町に至る県道（主要地方道）である。

## 概要
国道4号の西側を並行して那須塩原市内を北東へ進み、那須塩原市市街地(旧黒磯市)を経て那須分岐点へ至る道路。国道4号のバイパス道路としての役割を持っており、1995年（平成7年）から整備が進んでいる。整備前には水無川である蛇尾川や熊川の河底を直接縦断する洗い越しの区画がある旧道を通っていた時期もあったが、その後開通した路線には橋が架けられている。

### 路線データ
- 総延長：16.609 km
- 実延長：14.361 km
- 起点：栃木県那須塩原市上赤田（国道400号交点）
- 終点：栃木県那須郡那須町大字高久甲（那須分岐点交差点＝栃木県道17号那須高原線・栃木県道178号稲沢高久線・栃木県道303号黒磯高久線交点）
- 認定：1993年（平成5年）1月29日

## 歴史
- 1961年（昭和36年）4月1日 - 波立豊浦線として認定。
- 1993年（平成5年）1月29日 - 路線変更により区間が延長され、西那須野那須線として再認定。
- 1993年（平成5年）5月11日 - 建設省から、県道西那須野那須線が西那須野那須線として主要地方道に指定される[2]。

### 重複区間
- 栃木県道53号大田原高林線（那須塩原市前弥六 - 那須塩原市唐杉）
- 栃木県道303号黒磯高久線（那須塩原市豊町・豊浦豊町交差点 - 那須郡那須町・那須分岐点交差点）

## 地理

### 通過する自治体
- 那須塩原市
- 那須郡那須町

### 交差する道路
- 国道400号（起点）

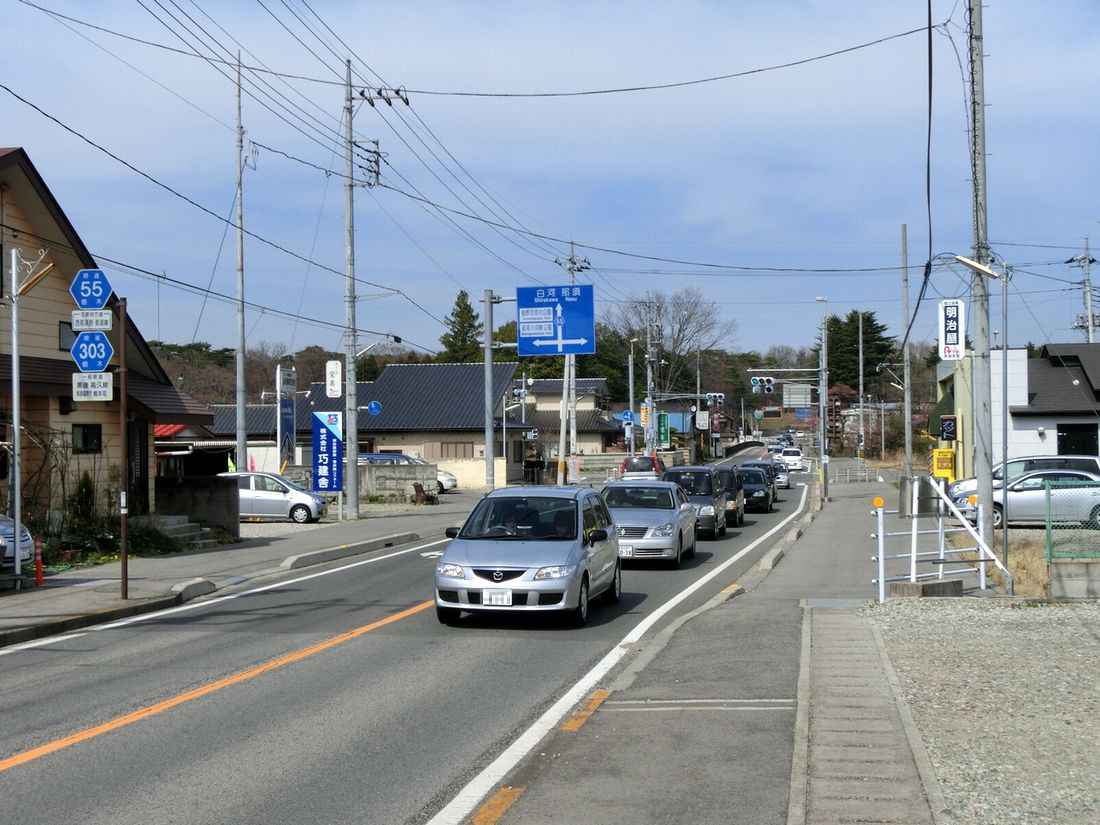
那須塩原市本郷町付近（県道303号との重複区間）

- 栃木県道259号折戸西那須野線（那須塩原市井口）
- 栃木県道53号大田原高林線（那須塩原市前弥六）
- 栃木県道53号大田原高林線（那須塩原市唐杉）
- 栃木県道369号黒磯田島線（那須塩原市豊浦北町）
- 栃木県道303号黒磯高久線（那須塩原市豊町・豊浦豊町交差点）
- 栃木県道303号黒磯高久線（那須郡那須町・那須分岐点交差点）
- 栃木県道235号黒磯停車場線（那須塩原市中央町）
- 栃木県道17号那須高原線・栃木県道178号稲沢高久線・栃木県道303号黒磯高久線（終点）

### 沿線にある施設など

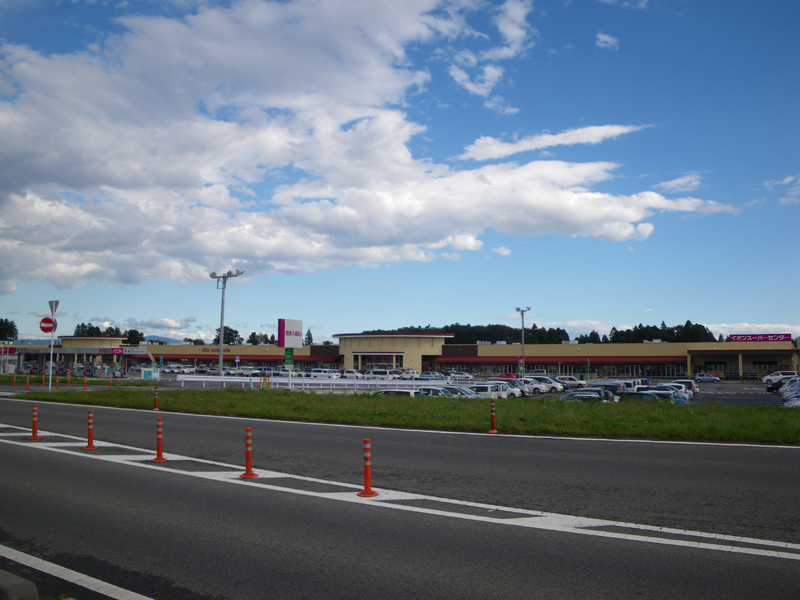
イオンスーパーセンター那須塩原店（現・ザ・ビッグ エクストラ那須塩原店

- 地方競馬騎手育成センター
- 井口工業団地
- ブリヂストンプルービンググラウンド
- ザ・ビッグ エクストラ那須塩原店
- 栃木県立黒磯南高等学校
- ブリヂストン那須工場